# Personaggi de I Cesaroni
In questa voce sono elencati i personaggi presenti nella serie televisiva I Cesaroni.

## Personaggi principali

### Giulio Cesaroni
Giulio Cesaroni interpretato da Claudio Amendola (stagioni 1-6): è lo stereotipo del "romano verace". Porta tatuaggi rappresentanti il Colosseo e la Lupa capitolina, ama la porchetta e il buon vino e tifa per la Roma. Ha sempre vissuto nel quartiere della Garbatella, dove insieme al fratello Cesare gestisce la Bottiglieria Cesaroni, un vecchio "vini e olii" che hanno ereditato dal defunto padre, Tiberio Romolo. Allena inoltre una squadra di Seconda Categoria, la Romulana. 
All'inizio della serie è vedovo da cinque anni della sua prima moglie Marta ed è solo nella gestione dei suoi figli Marco, Rudi e Mimmo. Anche se a volte appare burbero (celebri sono i suoi scappellotti, specialmente contro Rudi), Giulio nutre un affetto profondo e schietto per i suoi tre ragazzi e finisce nella maggior parte dei casi per comprenderli e perdonarli. La sua vita subisce un drastico cambiamento quando per caso incontra dopo anni Lucia Liguori, il suo primo amore, un evento che si ripercuoterà su parenti e amici. Abituato ad agire prima che a pensare, si caccia in molte situazioni paradossali per proteggere la stabilità familiare. Si mostra spesso molto geloso di Lucia e non esita a usare le mani contro i suoi spasimanti. 
Una grandissima amicizia lo lega a Ezio Masetti e al fratello Cesare con i quali si caccia spesso nei guai. Nella quarta stagione entra in una fase di depressione a causa della separazione da Lucia, dalla quale si riprende grazie all'aiuto della famiglia e di Emma Di Stefano, una psicoterapeuta. Riesce a trovare la forza d'innamorarsi nuovamente tanto che Emma e sua sorella Olga se lo contenderanno. Nell'ultimo episodio, proprio quando ha preso una decisione su chi scegliere tra le due sorelle, Lucia farà ritorno a casa. Nella quinta stagione, Giulio cercherà in tutti i modi di riavvicinarsi a Lucia, la donna che non ha mai dimenticato e per la quale ha lasciato sia Olga che Emma. Si scopre però che la ex moglie è tornata solamente per una mostra d'arte e, per di più, con un nuovo fidanzato. Giulio non si lascerà scoraggiare e alla fine riuscirà nel proprio intento, riunendo finalmente la famiglia. Nonostante questo, all'inizio della sesta e ultima stagione Giulio si ritrova nuovamente a vivere un periodo difficile a causa della lontananza da Lucia, la quale è a New York con Eva e la piccola Marta. Per il Cesaroni sarà sorprendente l'incontro con Sofia Scaramozzino, una vecchia fiamma di ritorno da Mantova con i suoi tre figli. La donna abita proprio nella casa di fronte alla villetta dei Cesaroni e ritroverà con Giulio un'intesa forse mai svanita del tutto. Sofia nasconde più di un segreto: ha una malformazione cardiaca che può essere risolta soltanto con un trapianto e rivela inoltre a Giulio che Nina, la sua primogenita, non è figlia del marito che ha sposato poi a Mantova ma sua, frutto di una notte di passione che i due hanno trascorso vent'anni prima. Giulio confida ad Annibale, il fratellastro a lungo cercato e solo da poco ritrovato e accolto nella famiglia, che prova qualcosa per Sofia ma, per il bene del suo matrimonio, preferisce soffocare finché, stufo di Lucia, la quale sembra non intenzionata a tornare alla Garbatella a breve come invece gli aveva promesso, si dichiara alla Scaramozzino in ospedale proprio il giorno del trapianto, rendendola felice prima del delicato intervento. La serie si conclude con Giulio che rivela a Nina di essere suo padre.

### Lucia Liguori
Lucia Liguori interpretata da Elena Sofia Ricci (stagioni 1-5): è l’ex fidanzata di Giulio quando erano ragazzi, poi trasferitasi a Milano in cerca di successo e indipendenza. Sposatasi con Sergio Cudicini, un ricco imprenditore, è diventata una donna colta e raffinata, così come le sue figlie, Eva e Alice. Con il passare del tempo si è però resa conto di essere annoiata dalla freddezza di Sergio nei suoi confronti. Decide così di divorziare dal marito e ottiene l'affidamento delle due figlie. 
All'inizio della serie, Lucia si trova casualmente a Roma e reincontra Giulio: è come ricevere improvvisamente una seconda possibilità e riscoprire così l'amore, la passione e soprattutto la felicità. Si trasferisce da Milano a Roma, a casa Cesaroni, e si sposa poco dopo con Giulio. Dopo il matrimonio si occuperà per un po' delle faccende di casa per poi riprendere il suo vecchio lavoro d'insegnante nella scuola secondaria di primo grado. Più aperta mentalmente rispetto a Giulio, è una convinta sostenitrice del dialogo e della verità come mezzi per affrontare le problematiche familiari e della vita, anche se in alcune occasioni si rivela una piccola dittatrice e non esita a usare il cosiddetto "metodo Cesaroni". La sua curiosità la porta a intromettersi anche in situazioni che non la riguardano. È di natura molto gentile e comprensiva tanto che Marco, Rudi e specialmente Mimmo trovano in lei una madre affettuosa non più vissuta dalla scomparsa di Marta. Nella quarta stagione, in seguito alla separazione da Giulio dopo un furioso litigio, la donna si trasferisce a Venezia per lavoro ma tornerà a Roma nell'ultima puntata della stagione. Nella quinta stagione si scopre che Lucia in realtà è tornata per organizzare una mostra d'arte e non per riconciliarsi con Giulio, come invece quest'ultimo sperava. Inoltre, presenta alla famiglia il suo nuovo compagno, Fabrizio. In poco tempo però, Lucia e Giulio si riavvicineranno e lei lascerà Fabrizio per l'ex marito mai dimenticato. Nella sesta stagione Lucia è assente poiché si trova a New York per aiutare Eva ad accudire la piccola Marta, lasciando a Roma un Giulio triste e sconsolato.

### Cesare Cesaroni
Cesare Alfonso Maria Cesaroni interpretato da Antonello Fassari (stagioni 1-6): è il fratello maggiore di Giulio e comproprietario della Bottiglieria Cesaroni. È particolarmente noto per l'espressione "Che amarezza...", da lui pronunciata in varie circostanze. È taccagno e saccente ma anche profondamente legato al fratello, al quartiere e in particolare al suo negozio, del quale è particolarmente fiero, dato che appartiene alla sua famiglia da molte generazioni, precisamente dal 1928 come scritto sul furgoncino. L'irrompere nella sua vita della nuova famiglia inizialmente lo sconvolge, visto che quel mondo femminile colto e raffinato è distante anni luce dal suo. L'uomo però riesce subito a legare con Lucia e le sue figlie, soltanto con Gabriella avrà spesso diverbi e spassose scaramucce. Alla fine della prima stagione si innamora di Pamela, una prostituta che ricambia il suo amore e con la quale perderà la verginità più tardi. Tuttavia, a causa di diversi equivoci, la relazione non decolla. Nella terza stagione, Cesare è costretto a prendersi cura di una bambina di nome Matilde, la figlia della defunta Pamela. La ragazzina, con il suo caratterino pestifero, darà del filo da torcere al patrigno ma entrambi impareranno a volersi bene proprio come un padre e una figlia. Alla fine della stagione ritrova inoltre Pamela, in realtà ancora viva, con la quale andrà a vivere insieme a Matilde. Nella quarta stagione si celebra il matrimonio tra i due. Nella quinta stagione Cesare ha qualche problemino da affrontare: fa fatica ad accettare di aver sposato un'ex prostituta, ancora vista ambiguamente dai concittadini, e non riesce ad affrontare la crescita di Matilde. Nonostante qualche discussione al riguardo, in famiglia ritornerà il sereno. La sesta stagione lo vede protagonista di ulteriori diverbi con Pamela, che lo portano ad andare via di casa e a un passo dalla separazione. Deve inoltre fare i conti con un segreto di suo padre Romolo che i fratelli gli hanno da sempre tenuto nascosto, e con la gravidanza di Matilde, tornata da un campeggio in Svizzera e incinta a 16 anni di uno sconosciuto.

### Gabriella Lanfranchi
Gabriella Lanfranchi vedova Liguori interpretata da Rita Savagnone (stagioni 1-6): madre di Lucia con un passato da femminista, è una donna di mezz'età ancora molto energica. Tende a intromettersi spesso a sproposito nelle faccende personali della figlia. Ama l'arredamento e l'abbigliamento etnico, è piuttosto vanitosa e ha spesso dei vivaci battibecchi con Cesare. Nutre l'affetto tipico di una nonna nei confronti di Eva e Alice e vuole molto bene a Mimmo, il quale troverà in lei la nonna che non ha mai avuto, in quanto Giulio è rimasto orfano prima di sposarsi con Marta. Vedova di Gianfilippo Liguori, padre di Lucia, abita da sola e sembra avere diversi flirt. A metà della prima stagione si innamora di Augusto Cesaroni, il fratello maggiore di Giulio e Cesare, ma la storia non avrà vita lunga. Duratura sarà invece la relazione con Fernando, un uomo conosciuto nella terza stagione. Nella sesta stagione cerca di aiutare Giulio e la famiglia Cesaroni nelle faccende di casa per sopperire all'assenza di Lucia. Lega molto con Pamela e Stefania, con le quali condivide la maggior parte delle scene, instaurando inoltre un rapporto di amicizia con Antonio Barilon.

### Marco Cesaroni
Marco Cesaroni interpretato da Matteo Branciamore (stagioni 1-5, guest star 6): figlio maggiore di Giulio, coetaneo di Eva. 
Ragazzo sensibile, talvolta cocciuto e testardo, talvolta timido e imbranato, studente non particolarmente brillante, gioca nella Romulana, la squadra di calcio del quartiere allenata da Giulio (e talvolta da Cesare, suo vice) e, come tutti i Cesaroni, è tifoso della Roma nonché "zemaniano convinto". Da un poster di Che Guevara in camera, traspare anche l'ideologia o comunque la simpatia politica per la sinistra. Le sue vere passioni sono però il canto e la chitarra, attività che ha abbandonato dopo la morte della madre e che riscopre grazie all'interessamento di Lucia. Si innamora subito della "sorellastra" Eva (ma in verità non c'è nessun legame di sangue). Questo suo sentimento viene scoperto dal padre, che gli fa capire in tutti i modi che la ragazza è una sorella, ma Marco gli ripete più e più volte che la definizione di sorella non è applicabile nel loro caso. Poi, a scuola arriva la nuova insegnante Rachele, con la quale Marco inizia una relazione clandestina. 
Alla fine della 1ª stagione è Eva ad innamorarsi del ragazzo, ma lui continua a pensare a Rachele. Solo nella 2ª stagione i due ragazzi trovano la forza di dichiararsi innamorati l'uno dell'altra. Cedendo alle pressioni della famiglia alla scoperta della storia, Marco si rende conto che sta compromettendo il futuro di Eva e parte per Londra, dove trascorre qualche mese. Al ritorno, viene accolto molto freddamente da Eva e i due litigano in continuazione finché non si rendono conto che i loro litigi rischiano di distruggere la famiglia. Essi fanno pace, grazie al deciso intervento di Giulio, e si riavvicinano come fratellastri e come amici. Marco però, non smette mai di amare Eva, e ne dà atto alla fine della 2ª stagione, baciandola e finendoci di nuovo a letto. È comunque il primo Cesaroni che supera la maturità. Frequenta in seguito l'accademia musicale di Milano, dove viene accettato alla fine della 2ª stagione. 
Nella 3ª stagione lascia la scuola per una promessa di contratto con Criscuolo, promessa che si realizza, ma che alla fine si scopre una truffa. Riesce comunque a sfondare nel mondo nella musica con l'aiuto di Simona e Franco, che prima lo fanno esibire nel loro locale, il Rock Studio, e poi producono il suo primo album. L'album è un successone e alla fine della 3ª stagione con Eva partirà per un tour in giro per il mondo. Anche se all'inizio della stagione cerca di dimenticarla, infatti ha anche una breve relazione con la sua manager Simona, ma alla fine si rende conto che non può essere felice senza Eva. Scopre di essere il padre biologico della bambina di Eva nell'ultimo episodio della terza stagione, quando i due si dichiarano definitivamente il loro amore. 
Nella quarta stagione attraversa un periodo di crisi lavorativa e sentimentale: infatti il suo contratto discografico viene rescisso e lascia la radio di Franco dove conduceva una trasmissione radiofonica con Eva, e rischia di separarsi da quest'ultima a causa di una sua scappatella, ma riesce a farsi perdonare. Nonostante ciò, nella quinta stagione torna a Roma da Parigi senza Eva, che lo ha lasciato per un altro ragazzo. Ritrova il vecchio amico Francesco Rizzo (che diventerà anche il ragazzo della sua sorellastra e cognata Alice) firma il contratto con una nuova casa discografica (per produrre un nuovo album) e conosce Maya Smith, che va a vivere in casa Cesaroni come ragazza alla pari. Proprio quando Marco decide di lasciarsi andare all'amore con lei, scopre che gli ha tenuto nascosto di essere una nobile e di doversi sposare. Maya annulla le nozze e torna con Marco. Poco tempo dopo però torna Eva, che ha compreso di amare ancora Marco e ha lasciato il suo nuovo compagno. Marco lascia Maya e si rimette momentaneamente con Eva per il bene della figlioletta Marta, ma alla fine raggiunge la principessa a Londra e le dichiara amore eterno, lasciando la giovane Cudicini con il cuore spezzato. 
Durante la sesta stagione fa una breve comparsa a Roma conoscendo così Nina Scaramozzino, diventando suo amico pur non sapendo che sia effettivamente sua sorella, figlia di Giulio. Quando suo padre gli confessa di avere avuto una figlia tradendo sua madre, decide di partire anticipatamente da Roma per tornare a Londra dalla sua fidanzata Maya. Non partecipa al matrimonio di Alice e Francesco in quanto non è in buoni rapporti con la sua ex fidanzata Eva, nonostante poi il matrimonio salti a pochi giorni dall'evento.

### Eva Cudicini
Eva Cudicini interpretata da Alessandra Mastronardi (stagioni 1-4, ricorrente 5): figlia maggiore di Lucia e Sergio, ha 17 anni nella prima stagione. È una giovane ragazza seria, studiosa, romantica e sensibile che apprezza molto le poesie di Pablo Neruda. All'inizio fatica a entrare a far parte dei Cesaroni, che rappresentano un mondo totalmente diverso dal suo, ma alla fine si integrerà bene nella nuova famiglia. La ragazza lega molto con Marco, scoprendo in lui un ragazzo dolce e romantico. Questa amicizia si evolve trasformandosi in amore, che si sviluppa ulteriormente nella 2ª stagione. Riesce solo per poco a vivere appieno la storia, perché quando i genitori li scoprono innamorati si oppongono con fermezza. Marco cede alla pressione e va a Londra; intanto Eva conosce Alex, un cuoco affascinante, e inizia a frequentarlo. Tra alti e bassi, i due fratelli alla fine della seconda stagione si riavvicinano e si scoprono ancora innamorati. Nonostante il ritrovato amore, dopo la maturità lascia Marco e la famiglia per andare con Alex a New York, ma nella 3ª stagione ritorna single e incinta di Alex, anche se non dice a nessuno di esserlo. Fa di tutto per proseguire la carriera giornalistica in Italia. Cerca di entrare all'università ma, per motivi banali, non supera il test di ammissione. Poco tempo dopo una rivista molto prestigiosa di moda l'assume, realizzando così il suo sogno di diventare giornalista. Ma la maternità nascosta le crea parecchi problemi e viene licenziata. Nell'ultima puntata della terza stagione, mentre è in chiesa e sta per sposarsi con Alex nonostante sia innamorata di Marco, le si rompono le acque e viene portata in ospedale dove partorisce una bambina il cui vero padre si scopre essere in realtà Marco. Nella quarta stagione, inizialmente si occupa esclusivamente della piccola Marta; successivamente, trova lavoro come giornalista radiofonica alla OneUp Radio di Franco. In seguito alla scappatella di Marco si trasferisce prima a Venezia dalla madre e poi a Milano dal padre insieme alla piccola Marta. Il periodo di lontananza e gli sforzi fatti da Marco la convincono però a perdonarlo. Nella quinta stagione prende una sbandata per un ragazzo francese di nome Jean, per il quale molla Marco, dato che non lo aveva mai perdonato del tutto per averla tradita. Quando si rende conto di amare ancora il Cesaroni ritorna a Roma. Facendo pressione sul fatto che hanno una figlia insieme riesce a rimettersi con l'uomo che ama, salvo poi essere lasciata in tronco per la principessa Maya, nel finale della quinta stagione, infatti Marco conserverà sempre un bel ricordo di Eva essendo stata il suo primo amore, oltre al fatto che è la madre di sua figlia, ma ormai non è più innamorato della giovane Cudicini. Nella sesta stagione si trasferisce a New York per poi andare a Los Angeles per seguire il lavoro; viene più volte detto da Giulio che non è rimasta in buoni rapporti con Marco.

### Rudi Cesaroni
Rodolfo Rudi Cesaroni interpretato da Niccolò Centioni (stagioni 1-6): tremendo secondogenito dodicenne di Giulio, definito da Mimmo all'inizio della fiction "un incrocio tra Bart Simpson e Il Padrino". La sua specialità sono gli scherzi e i dispetti, che architetta con la sua innata astuzia e l'aiuto degli amici Budino e Charlie (e, dalla 2ª stagione, Lorenzo). I suoi bersagli preferiti sono la professoressa Zuppante e soprattutto Alice, la sua sorellastra nonché compagna di classe che però gli dà filo da torcere. I suoi "misfatti" vengono spesso scoperti, cosa che suscita immancabilmente le urla del padre: ma con lui le punizioni sono inutili, perché poco dopo è già pronto a combinare qualche nuovo guaio. Si riappacifica con la sorellastra Alice alla fine della 1ª stagione, e addirittura la aiuta in più occasioni. Già dalla seconda stagione, tuttavia, Rudi diventa meno dispettoso. 
Dalla 3ª stagione va al liceo, dove è il bersaglio della banda di Ulrico, bullo della scuola, ma con l'aiuto di Son Sei, il bidello, riesce a tenerlo a bada. Inoltre diventa molto amico anche di Alice. Nella quarta stagione matura molto grazie anche al rapporto strettissimo di amicizia con Alice e vive una tormentata storia d'amore con Miriam facendo innamorare Alice. Nella quinta stagione ritorna a Roma completamente cambiato, fonda una band, i Senza Nome con i suoi amici ma diventa geloso del suo amico Diego (chitarrista) quando scopre che ha da poco una relazione con Miriam. Avrà un breve distacco di amicizia con la band e parteciperà da solo a un concorso musicale nel locale di Francesco (con la canzone che ha dedicato alla sorellastra "Due anelli") e vincerà dei soldi che dopo userà per riacquistare gli strumenti della band riappacificandosi con i membri; avrà anche problemi con Alice da quando scopre che lei è innamorata pazzamente di lui, si riavvicineranno e fanno l'amore dopo un concerto fuori città della band anche se si devono ancora chiarire le idee sui loro sentimenti. Nel frattempo ha una breve relazione con la sorella maggiore di Diego, Lisa. Alla fine capisce di amare Alice, ma non ha il coraggio di dichiararsi e la lascia andare in vacanza e divertirsi con il suo fidanzato Francesco. Nella sesta stagione va all'università e nutre ancora un amore incondizionato per la sorellastra e cerca in ogni modo di strapparla alle braccia di Francesco. Dopo una relazione segreta iniziale, Alice rifiuta definitivamente Rudi e il ragazzo riesce a dimenticarla. Dopo aver intrapreso una breve relazione con Irene Scaramozzino fugge a Londra per un breve periodo ritorna per il matrimonio di Alice. Ha un litigio con Mimmo a causa d'Irene, che piace a quest'ultimo, ma alla fine si risolve e fanno pace; Rudi inoltre si chiarisce con Irene rimanendo amici. Dopo che il matrimonio viene annullato accompagna la sorella a Londra dove lei ritornerà in America con la madre ed Eva. Non si sa come proseguirà il suo rapporto con Alice.

### Alice Cudicini
Alice Cudicini interpretata da Micol Olivieri (stagioni 1-6): figlia minore di Lucia, coetanea di Rudi. Come la sorella maggiore, è una ragazzina molto studiosa, ma quando viene presa di mira da Rudi non esita a rispondere colpo su colpo alle sue angherie: nonostante ciò i due, a poco a poco, si scopriranno molto complici e si aiuteranno a vicenda, soprattutto dalla 2ª stagione. Si affezionerà molto a Giulio, infatti lo considera un padre a tutti gli effetti. La sua migliore amica è anche la compagna di banco, Jolanda. Più disinvolta della sorella maggiore, punta con più decisione un ragazzo che le piace. Nel corso della seconda stagione in terza media ha una nuova fiamma, Umberto, un ragazzo del liceo di un anno più grande di lei con cui cerca senza troppa fortuna d'instaurare una relazione amorosa. Solo alla fine della seconda stagione riesce ad avere un buon rapporto con Umberto tanto da riuscire a baciarlo ma, dopo aver passato l'estate senza sentirlo, il ragazzo nella terza stagione al liceo le riserva la brutta sorpresa di non voler fidanzarsi con lei. Frequentando il liceo scopre ben presto di non essere come tutte le altre e le sue compagne di classe la prendono spesso in giro. Regina, il capo del gruppo femminile della classe, si fidanza con Umberto e cerca di renderle la vita impossibile. Alice, nonostante i primi momenti sia disperata, riesce a reagire alle angherie di Regina e a farsi rispettare e in seguito a stringere amicizia con lei. Nella quarta stagione ha una breve ma intensa storia con Walter con cui avrà anche la sua prima volta sebbene lui poi la tradirà con Carlotta e, nell'ultima puntata, confessa all'amica Jolanda di essersi innamorata del fratellastro Rudi.Nella quinta stagione, dopo la sua confessione a Rudi, si allontanano e non si parlano per un po', dopo qualche giorno comincia una breve relazione con Francesco Rizzo, il migliore amico di Marco, e va a lavorare nel suo bar con Jolanda. Alice lascerà Francesco dato che lui da tempo intratteneva una relazione con una donna molto ricca che lo aiutava economicamente, sebbene lui decida di chiudere con la sua amante, proprio per Alice. Riuscirà ad avvicinarsi nuovamente a Rudi, quando fanno l'amore, ma entrambi sentono il bisogno di prendersi ancora un po' di tempo. Alice così si riavvicina a Francesco. Intuisce di essere amata da Rudi, ma il problema e che quest'ultimo non ha mai mostrato coerenza nei suoi sentimenti, Alice gli scrive una lettera in cui gli dice di essere confusa e di fermarla prima della partenza per una vacanza in barca con Francesco se davvero prova qualcosa per lei. Ma la lettera finisce nelle mani di Mimmo, il quale dando per scontato che si sarebbero feriti a vicenda, l'ha nascosta al fratello. Dopo la maturità Alice entra in crisi con Francesco a causa dell'innamoramento nei confronti del fratellastro Rudi, con cui tradisce l'amato e causando la fine della relazione. Dopo qualche tempo, la ragazza capisce di non essere più innamorata di Rudi e che è Francesco l'unico con cui vuole passare la sua vita, e riesce finalmente a riconquistare il fidanzato, e con Francesco inizia a organizzare il matrimonio. Viene però lasciata a pochissimi giorni dal matrimonio dato che Francesco ormai è innamorato solo di Nina, e amareggiata fugge da Roma verso l'America dalla madre e dalla sorella. Non si sa come si evolverà il suo rapporto con Rudi. 

### Mimmo Cesaroni
Domenico Mimmo Cesaroni interpretato da Federico Russo (stagioni 1-6): figlio minore di Giulio (nella 2ª stagione, viene rivelato che Mimmo è un soprannome, mentre il vero nome è Domenico), frequenta la scuola primaria. Tenero e ingenuo, ma anche attento e acuto osservatore, è la "voce narrante" che introduce ogni episodio fino alla quinta stagione: in pratica, analizzando il comportamento delle persone che lo circondano, dal suo personale punto di vista, indica i temi che caratterizzeranno l'episodio. Si affeziona in modo particolare a Lucia, nella quale vede la madre che non ha mai conosciuto (infatti Marta è morta quando lui aveva 3 anni). Nelle prime due stagioni, riesce a conquistarsi "fidanzatine" grazie alle sue gesta di "coraggio" (nella 1ª stagione, conquista Sara facendo la parte di una femmina nella recita scolastica; nella 2ª stagione, si tuffa in acqua e nuota lungo una piscina nonostante il suo terrore dell'acqua, riuscendo così a baciare Mirka). Nella 3ª stagione fa amicizia con Matilde con la quale è compagno di banco a scuola. Nella quarta stagione è in seconda media, lui e Andy, il figlio di Olga, diventeranno prima rivali, in quanto a entrambi piace Matilde (anche se non si sa chi lei scelga), poi amici. Nella quinta stagione, ormai adolescente tredicenne si mette il cuore in pace capendo di non esser ricambiato da Matilde e si avvicina alla migliore amica di lei, Belinda. Intanto ha problemi di socializzazione nella squadra di rugby dove gioca. Nella sesta stagione lascia la sua ragazza Chiara e si innamora di Irene Scaramozzino che però non lo ricambia essendo innamorata di Rudi, da lì iniziarono i litigi tra Rudi e Mimmo a causa di quest'ultima ma poi fanno pace. Mimmo e Irene poi nel corso della stagione si avvicinano ma solo come amici poiché nell'ultima scena della serie si vede Mimmo con il telefono dove scrive a una certa Rosa che vuole stare con lei

### Marta Cesaroni
Marta Cesaroni interpretata da Eleonora Siro. (stagione 2) È la defunta moglie di Giulio Cesaroni è morta prima che iniziasse la serie.
la figlia di Marco ed Eva È stata chiamata così in  suo onore.

### Marta Cesaroni Jr.
Marta Cesaroni Jr. interpretata dalle gemelle Carlotta e Ludovica Diana e da Valentina Bivona (Stagioni 4-5,7): è la figlia di Marco ed Eva nata alla fine della terza stagione ed è la più coccolata di casa Cesaroni. Eva aveva deciso di occuparsi a tempo pieno di lei ma il lavoro in radio la costringe spesso a lasciarla in custodia ai parenti. È stata chiamata così in onore della defunta madre di Marco. Nella quinta stagione in seguito alla separazione dei genitori, vive per un periodo a Parigi da Eva e per un altro alla Garbatella da Marco. Nell'ultima stagione si trasferisce a New York insieme alla madre e a nonna Lucia.

### Pamela Fantoni
Pamela Fantoni interpretata da Claudia Muzii (Stagioni 2-6, guest 1): è una prostituta che incontra Cesare per caso. I due si innamorano, ma la loro storia è molto travagliata perché spesso tocca a lei fare il primo passo con Cesare, data la sua timidezza. All'inizio della 3ª stagione si finge morta per dare a Cesare la custodia di Matilde, sua figlia. Il motivo della messinscena è che deve nascondersi dal vero padre di Matilde, il mafioso Ciccio Cafuri. Cesare affronta il criminale quando questi rapisce Pamela e Matilde poco prima del matrimonio di Eva (3ª stagione). Nella 4ª stagione si sposa con Cesare ed entra a pieno titolo nella famiglia Cesaroni. Nella sesta stagione il suo personaggio è maggiormente presente a causa della aspre litigate che ha con il marito Cesare a causa dell'educazione di Matilde. Pamela comincia a lavorare insieme a Stefania nella sua libreria e dopo alcuni mesi ritrova la serenità con il marito. I due coniugi infine apprendono con stupore che Matilde è rimasta incinta di uno sconosciuto.

### Matilde Fantoni
Matilde Fantoni interpretata da Angelica Cinquantini (Stagioni 3-5, guest star 6): è la figlia di Pamela. Non ha vissuto con la madre ma in un collegio svizzero, dove ha ricevuto un'educazione di alto livello. Dopo essere stato informato della morte di Pamela e dell'esistenza della figlia, Cesare decide di adottarla per il periodo di un anno per poter godere dell'eredità lasciata dalla donna. Così Matilde si trasferisce a casa di Cesare. In realtà Pamela non è morta, è proprio lei a organizzare la messinscena. Con l'arrivo della piccola, Cesare si trova a sborsare di tasca sua per spese non previste, tra le quali una casa più grande e adatta alla convivenza di due. La bambina è sveglia e intelligente ma anche un po' saputella, opportunista e ruffiana. Superata la diffidenza iniziale, tra lei e Cesare nasce un affetto profondo e sincero. Alla fine della stagione riesce a far riappacificare Cesare e Pamela, i quali ora convivono e formano la famiglia tanto desiderata da Matilde. Nella quarta stagione, in seconda media, lega parecchio con Mimmo e Andy; nella 5ª stagione è un'adolescente che frequenta la terza media e stringe amicizia con Belinda, con la quale si confida e compie qualche ragazzata. Nella 6ª stagione, dopo aver frequentato il primo anno di liceo in Svizzera si scopre essere incinta di un ragazzo sconosciuto ai genitori. Inoltre è molto cambiata e non è più amica di Mimmo come una volta.

### Ezio Masetti
Ezio Masetti interpretato da Max Tortora (stagioni 1-5): da sempre il migliore amico di Giulio e di Cesare. È un gran compagnone, romanista sfegatato anche lui e tremendamente sfaticato. Gestisce un'autofficina situata proprio accanto alla casa dei Cesaroni, comunque non ha praticamente nessun talento nella meccanica e inoltre, avendo poca voglia di lavorare, trascorre buona parte delle sue giornate in bottiglieria con Giulio e Cesare, dove ha uno sgabello di sua proprietà con tanto di targhetta identificativa. Nella terza stagione viene spiegato che ciò si deve al fatto che il padre Domenico in gioventù lo fece sgobbare continuamente, e che quindi il suo essere sempre lì costituisce il riposo e la spensieratezza che non ha avuto in passato. Si crede molto furbo, ma subisce spesso gli scherzi dei suoi amici; tende inoltre a dare consigli non richiesti, che inevitabilmente causano guai invece di risolverli. Infatti è lui la mente del trio e spesso le sue conclusioni affrettate convincono sia Giulio che Cesare di cose non vere e quindi li caccia in guai ulteriori. A parte questo, possiede un'iniziativa incosciente che lo porta a fare gaffe (nella 1ª stagione si ricorda l'appartamento in Calabria comprato da lui senza parlare con Stefania). Tuttavia, dimostra di essere molto sensibile sia con sua moglie Stefania sia con suo figlio Walter. Nella terza stagione acquista una officina molto più grande per dimostrare di non essere un fallito e per dare l'opportunità al figlio di lavorare. Walter però non ne vuole sapere di seguire le orme del padre, anche se poi lo aiuta in officina perché il padre, nonostante il mutuo della nuova struttura da pagare, conserva la sua allergia al lavoro passando pigramente molto del suo tempo in bottiglieria Cesaroni. Nella quarta stagione l'officina diventa un enorme garage che gestisce insieme ad Antonio Barilon (anche se è solo quest'ultimo a lavorare per farlo funzionare); nella quinta si stufa del garage e di Barilon e ricompra l'officina. In più scopre che il suo matrimonio non è valido e questo gli crea problemi con Stefania, che però alla fine risolvono decidendo di sposarsi. Nella sesta stagione si scopre che non si sono più sposati e che Ezio è scappato in Brasile con un'altra donna, lasciando Stefania con un biglietto, disperata. Misteriosamente, ricompare sulla porta di casa Masetti nel finale della serie lasciando sconvolta Stefania.

### Stefania Ansaldo
Stefania Ansaldo interpretata da Elda Alvigini (stagioni 1-6): È la moglie di Ezio e la madre di Walter. Inizialmente insegna lettere e storia presso l'istituto comprensivo (scuola media e liceo in un unico edificio e con un'unica amministrazione) dove studiano tutti i ragazzi della serie. Poi, invece, diventa preside dello stesso istituto. Caratterialmente è l'esatto opposto di Ezio: è sveglia, energica, intelligente e indefessa ma anche molto possessiva e autoritaria con il marito. Insieme a Ezio ha attraversato momenti di grave crisi, ma il loro amore ha vinto su ogni incomprensione. Un'abitudine caratteristica di Ezio e Stefania è quella di "testare" il proprio alito su una mano prima di baciarsi. A metà della 1ª stagione, prende il posto di Andrea al Liceo Ugo Foscolo come preside della scuola. È amica di Lucia dai tempi del liceo e sua grande confidente e nella quarta stagione, a causa dell'assenza di Lucia, lega molto con Pamela ed Emma. Nella quinta stagione scopre che il matrimonio con Ezio non è valido e decidono di prendersi un momento di riflessione, ma alla fine si chiariscono e tornano insieme più affiatati di prima, con la decisione di sposarsi. Nella sesta stagione, tramite la voce narrante di Giulio, si viene a sapere che è stata lasciata da Ezio, che non aveva più sposato, e sconvolta si trasferisce a casa di Giulio e dà inizio a una guerra contro gli uomini, salvo trovare un valido alleato in Annibale. Nel finale, proprio quando ha trovato una nuova abitazione e un nuovo amore, rimane scioccata, aprendo la porta di casa e rivedendo Ezio.
Nelle prime cinque stagioni compare sempre col cognome "Masetti", anche in circostanze "ufficiali" (ad esempio, nell'episodio Ho sposato Eros, compare il cognome "Masetti" anche nel contratto del romanzo che ha pubblicato).

### Walter Masetti
Walter Masetti interpretato da Ludovico Fremont (stagioni 1-4): figlio di Ezio e Stefania, è il miglior amico di Marco Cesaroni e suo coetaneo. Sempre allegro e dalla battuta pronta, non sembra prendere mai nulla sul serio. In rari momenti manifesta la sua sensibilità, anche se spesso questa sparisce quando Walter torna ad indossare la sua maschera di "buffone". Un po' imbranato e immaturo, spesso si caccia in situazioni paradossali come il padre. Anche se gli manca la voglia di studiare, supera l'esame di maturità ed è il primo nella storia dei Masetti a diplomarsi. Nonostante l'aria da farfallone, non ha molto successo con le ragazze. Per tutta la 1 stagione corteggia inutilmente Eva (la ragazza non vuol saperne di lui avendo i due dei caratteri diametralmente opposti),e nella 2 stagione scopre che lei è da sempre innamorata di Marco così rinuncia e si fidanza con Carlotta, sua nuova compagna di classe, ma poi nella terza viene tradito e lasciato da quest'ultima (lui la scopre alla festa di laurea del suo nuovo fidanzato). All'inizio della terza stagione affitta un magazzino perché non vuole più abitare in casa dei genitori e lavora nella nuova officina del padre per aiutarlo a pagare il mutuo. Alla fine della terza stagione si innamora e si fidanza con la ex ragazza e manager di Marco, Simona. All'inizio della quarta stagione è single ma poi si fidanza con Alice. Tuttavia si rende conto che ama ancora Carlotta e che l'amore di quest'ultima è ricambiato, perciò tronca con la giovane Cudicini, non senza averle inferto un dolore immenso. Il personaggio di Walter cresce nelle varie stagioni: all'inizio è casinista e immaturo; poi nella terza ha una profonda crisi esistenziale a causa della rottura con Carlotta ed è tremendamente indeciso su cosa farà da grande; nella quarta è più deciso sul lavoro (il suo sogno è sfondare come meccanico nella MotoGP) e anche sull'amore (riesce a trovare il coraggio di lasciare Alice pur di tornare insieme a Carlotta). Nella quinta stagione si scopre che vive definitivamente felice a Barcellona con Carlotta, lavorando per importanti officine e lasciando orgogliosi i genitori.

### Antonio Barilon
Antonio Barilon interpretato da Giancarlo Ratti (Stagioni 2-5, ricorrente 6): vicino di casa dei Cesaroni, trasferitosi con la famiglia da Padova. Preciso, meticoloso, ossequioso della legge, Barilon rappresenta spesso una spina nel fianco per i Cesaroni. Apre un negozio, chiamato "Il re della tazza", proprio accanto alla bottiglieria di Giulio e Cesare. Inizialmente i Cesaroni pensano che si tratti di un potenziale concorrente, ma scoprono in seguito che Barilon commercia ben altri tipi di "tazze": infatti si tratta di un negozio di sanitari. Antonio prova in più occasioni a entrare a fare parte dei progetti di Giulio, Cesare ed Ezio (prima nella vendita di panini e vino allo stadio, poi a far parte della Romulana come socio), ma viene spesso rigettato da essi per il suo carattere pignolo. Nella 3ª stagione si integra maggiormente con i romani, ma sua moglie Germana gli rema sempre contro perché non li sopporta. Prende una sbandata per Teresa, ma i Cesaroni lo aiutano a rinsavire e a riappacificarsi con la moglie. Nella quarta stagione chiude il suo negozio di sanitari a causa della crisi e apre un garage in società con Ezio. Suo grande cruccio è, dopo tanto tempo passato lì, non far parte del clan di Giulio, Cesare ed Ezio: beninteso è sì loro amico, ma non è quella amicizia speciale che lega i tre romani. Nella sesta stagione si viene a sapere che è tornato a vivere a Padova con la moglie Germana, ma tornerà ben presto nella Capitale dopo la fine del suo matrimonio. In questa stagione instaura un rapporto di amicizia con Gabriella, iniziato con la vendita di un aspirapolvere (infatti ha iniziato a lavorare per una ditta di vendita "porta a porta").

### Diego Bucci
Diego Bucci interpretato da Beniamino Marcone (Stagione 5, guest star 6): è un ragazzo con un passato difficile. Dopo l'ennesima denuncia a suo carico viene preso in affido da Stefania, la quale si sente responsabile della sorte del ragazzo per averlo bocciato tre volte alle scuole medie. Inizia a lavorare in officina da Ezio e frequenta le serali per prendere il diploma di licenza media. Grazie all'aiuto dei Masetti e dei nuovi amici cerca di rimettersi in carreggiata per una vita onesta. Diventa subito grande amico di Rudi. S'innamora di Miriam dal primo momento in cui l'ha vista e si fidanza con lei. Torna nella sesta stagione per sincerarsi dello stato di Stefania, dopo che Ezio l'ha lasciata. Si viene quindi a sapere che ora vive in Sicilia con Miriam e la sua famiglia.

### Olga Di Stefano
Olga Di Stefano interpretata da Barbara Tabita (Stagione 4): siciliana residente a Roma, è una wedding planner, cioè un'organizzatrice di eventi. Ha tre matrimoni alle spalle, una sorella psicoterapeuta e due figli: Miriam e Andy. È molto fresca, simpatica e affascinante, ma anche egoista, invadente e irresponsabile. Arriva alla Garbatella per aprire un centro di matrimoni e organizza proprio quello di Cesare e Pamela e alla cerimonia resta folgorata da Giulio. Abituata a prendersi quello che gli piace, punta pesantemente su Giulio con cui inizia una relazione. Preferisce fare l'amica dei figli piuttosto che la madre, perché è molto meno faticoso. Proprio il diverso modo di vivere la famiglia è la causa della rottura con Giulio. Infatti Olga ha preso male l'invito di Giulio ad andarci più piano nella loro relazione e scappa di casa, lasciando soli i figli per settimane. Si tratta di un comportamento odioso per Giulio, per il quale la famiglia viene sempre e comunque al primo posto. Ritorna pentita più tardi. Lei in realtà una famiglia l'ha sempre desiderata ma non ne è capace. Piena di buoni propositi, riesce alla fine a farsi perdonare dai figli e da Giulio. Spera di rientrare nel cuore dell'oste ma ora deve fare i conti con Emma e il ritorno di Lucia. Nella quinta stagione non compare dato che è tornata in Sicilia con Andy.

### Emma Di Stefano
Emma Di Stefano interpretata da Marta Zoffoli (Stagione 4): è la psicologa che cura Giulio, sorella di Olga, zia di Miriam e Andy. È la più responsabile della famiglia Di Stefano ed è abbastanza diversa dalla sorella: più riservata e meno appariscente. Non ha voluto farsi una famiglia perché, a differenza di Olga, è cosciente di quanto impegnativo sia averne una ed per questo che si dedica completamente al suo lavoro. Ha una casa che le fa sia da nido che da studio dove vive sola. È rigorosa, diligente e sempre disponibile nel lavoro ma è disordinata, distratta e ritardataria nella sfera privata. Riesce a portare fuori del tunnel della depressione Giulio con cui instaura anche un rapporto d'amicizia. Proprio grazie a Giulio e ai suoi amici e parenti riscopre che c'è una vita anche fuori del suo studio e si innamora dell'oste. Solo a fine stagione riesce a dichiararsi ma deve fare i conti con i ritorni di Olga e Lucia. Nella quinta stagione non compare e non si sa quale sia stato il suo destino nella serie.

### Miriam Di Stefano
Miriam Di Stefano interpretata da Laura Adriani (Stagioni 4-5): è la figlia di Olga e la nuova compagna di classe dei ragazzi. Anticonformista, spregiudicata e molto carina, porta scompiglio nel gruppo dei giovani e soprattutto nella vita di Rudi. Per il giovane Cesaroni è un colpo di fulmine e anche lei sembrerebbe interessata al ragazzo ma si tira indietro sempre all'ultimo. Diventerà comunque amica del gruppo, specialmente con Regina. L'atteggiamento spavaldo e sfuggevole della ragazza è solo una copertura per mascherare tutte le sue insicurezze. È cresciuta senza il padre, lui non ha mai saputo dell'esistenza della figlia, e Miriam lo conoscerà in occasione di una gita scolastica. Sul finire della stagione lei e Rudi si fidanzano, e questo genera un po' di astio con Alice, pure lei innamorata del ragazzo. Purtroppo lei e Rudi si lasciano poco dopo quando Rudi scopre che lo aveva tradito baciando David, infatti nonostante Miriam fosse sinceramente innamorata del giovane Cesaroni non è ancora abbastanza matura per una relazione di coppia. All'inizio della quinta stagione ritorna alla Garbatella per concludere l'ultimo anno di scuola andando a vivere con il padre, e nonostante tutto è rimasta in buoni rapporti di amicizia con Alice e gli altri, inoltre tra lei e Diego scocca subito la scintilla e si mettono insieme scatenando la gelosia di Rudi ma alla fine riesce ad accettarlo. Le dà molto fastidio la presenza di Granchio nella vita di Diego. Nella sesta stagione non si vede perché è tornata a vivere in Sicilia con la sua famiglia e con il fidanzato Diego Bucci, figlio adottivo di Stefania.

### Andy Di Stefano
Andy Di Stefano interpretato da Federico Cesari (Stagione 4): ha 12 anni, è il figlio più piccolo di Olga e compagno di classe di Matilde e Mimmo. Sarcastico, sprezzante e piantagrane, sembra avercela col mondo intero. Nota subito Matilde e cerca di punzecchiarla, ma deve fare i conti con Mimmo anche lui innamorato della ragazzina. Un po' alla volta diventa amico di entrambi e grazie il tempo passato a casa Cesaroni riesce ad aprirsi di più e ad essere più socievole.

### Sofia Scaramozzino
Sofia Scaramozzino interpretata da Christiane Filangieri (Stagione 6): vedova di un chirurgo di Mantova, dopo oltre vent'anni, torna alla natia Roma per un grosso problema cardiaco, insieme ai tre figli: Nina, Irene e Ivan. Vent'anni prima, Giulio tradì Marta proprio con Sofia, anche se solo per una notte. Da quella scappatella occasionale, però, nacque Nina. Nascondere questo segreto e stare lontana da Giulio sono gli obiettivi di Sofia, entrambi però falliscono e Giulio entra stabilmente nella sua vita come aiutante, confidente e innamorato. La loro relazione è proibita perché lui è sposato e la donna ne soffre molto, ma la fiducia che ha per lui la porta a rivelare al Cesaroni che necessita un trapianto al cuore. Giulio sta vicino a Sofia durante i cicli di cura e la aiuta a tenere a bada i suoi tre irruenti figli. Il giorno dell'operazione Sofia confessa tutto il suo amore a Giulio e i due poco prima dell'inizio dell'operazione si baciano, poiché Giulio nella scorsa stagione firmò il divorzio con Lucia pur rimettendosi con lei lo stesso. La serie si conclude proprio con Sofia che entra in sala operatoria, mentre Giulio dice a Nina di essere suo padre.

### Nina Scaramozzino
Nina Scaramozzino interpretata da Margherita Vicario (Stagione 6): è la figlia di Sofia e Giulio. La madre non ha mai detto a nessuno che il suo vero padre in realtà è Giulio Cesaroni. Ha 19 anni e studia medicina a Roma dove intrattiene una relazione segreta con il medico Federico Forlani che è sposato. Conosce in modo stravagante Francesco e apre con lui una bella relazione di amicizia che si trasformerà poi in amore.

### Irene Scaramozzino
Irene Scaramozzino interpretata da Mihaela Irina Dorlan (Stagione 6): è la figlia di Sofia e del marito chirurgo morto. È in classe con Mimmo in prima liceo perché è stata bocciata e ha 15 anni. Si innamora di Rudi, nonostante lui non la ricambi e cerchi di proteggere il fratello Mimmo, realmente innamorato di lei, dopo un po’ quest’ultima scopre che Rudi non la ricambia e si prende una cotta per Mimmo che poi le passerà instaurando un’amicizia con quest’ultimo.

### Ivan Scaramozzino
Ivan Scaramozzino interpretato da Riccardo Russo (Stagione 6): è il figlio minore di Sofia e del marito chirurgo morto. È molto attento all'ecologia e all'ambiente e per questo viene deriso dai suoi compagni di classe.

### Germana Barilon
Germana Barilon interpretata da Cristina Bignardi (Stagioni 2-5): moglie di Antonio Barilon e madre di Lorenzo, ha un caratteraccio ed è molto tirchia ed egoista. Fa parte del consiglio dei genitori della scuola. All'inizio della 2ª stagione, approfitta della gentilezza dei nuovi vicini per rinnovare guardaroba e occhiali (anche grazie a Lorenzo), ma finisce per rimborsare lei a Lucia, e a caro prezzo, un cellulare nuovo. Non sopporta i romani e soprattutto Lucia, che prova a cacciare dalla scuola ma senza fortuna. Nella 3ª stagione tenta anche d'imbrogliare i Cesaroni e di far licenziare Stefania ma i suoi piani non hanno successo. Viene addirittura aiutata dagli odiati vicini quando scopre la tresca del marito. Nella quarta stagione riesce finalmente a sfogare il suo astio verso i romani riprendendo il suo vecchio lavoro di vigilessa e diventando lo spauracchio di tutti gli automobilisti della Garbatella. Nella sesta stagione non compare in quanto è tornata a vivere a Padova.

### Lorenzo Barilon
Lorenzo Barilon interpretato da Filippo Vitte (Stagioni 2-4, guest star 5): figlio dei Barilon, molto "secchione", ma anche molto astuto ed egoista. Spicca per essere l'unico milanista in una classe di romanisti. Inizialmente "rivale" di Rudi e Budino, ne diviene poi amico e "complice" dei loro scherzi. È intelligente e anche bravo col pallone, tanto che viene chiamato a giocare nella Romulana. Nella 3ª stagione, insieme a Rudi e Budino, viene preso di mira dalla banda di Ulrico, e come Budino, teme le conseguenze, e si allontana temporaneamente da Rudi. In seguito tra lui e l'acerrima nemica dei Cesaroni, Regina Altobelli, nasce una segreta reciproca simpatia. Verso la fine della terza stagione i due si baciano a una festa organizzata da Alice. All'inizio della quarta stagione sono ancora fidanzati ma il loro rapporto è abbastanza conflittuale. La famiglia e soprattutto Regina gli fanno pressione perché diventi un calciatore professionista e lui non ha la forza di ribellarsi. Solo a fine stagione riesce a trovare il coraggio per rompere queste imposizioni: rinuncia a un contratto da professionista, tronca con la velina Regina e si fidanza con Jolanda, l'unica che lo ha sempre spronato a pensare con la propria testa. Nella quinta stagione però la storia con Jolanda finisce, perché quest'ultima si innamora di un altro ragazzo.

### Augusto Cesaroni
Augusto Cesaroni interpretato da Maurizio Mattioli (stagione 6, guest star 1 e 5): fratello maggiore di Cesare e Giulio. Tutti in famiglia ne parlano come un "mito", in quanto ha vissuto a lungo in America, dove pare abbia fatto fortuna. Quando viene a trovare i parenti, si scopre il suo segreto: in realtà è un buono a nulla, che sopravvive facendo il gigolò e loschi affari. Soltanto Cesare conosceva da sempre questa verità ma l'ha sempre nascosta a Giulio per non deluderlo, sebbene poi lo stesso Augusto si farà coraggio e dirà a Giulio tutta la verità sul suo stile di vita e di come ha tirato avanti nel corso degli anni. Come rivela Cesare, i problemi di Augusto sono iniziati a causa della sua dipendenza dalle scommesse per denaro, sperperando tutti i suoi soldi. Augusto intreccia una relazione con Gabriella per poterle carpire dei soldi, ma poi si innamora veramente di lei. È costretto ad abbandonare la famiglia per non esporla a ritorsioni da parte di strozzini a cui deve denaro. Nella quinta stagione torna a Roma in occasione del trentennale della morte del padre. Nella sesta stagione con la scusa di cercare il quarto fratello nato da una relazione extraconiugale del padre si trasferisce stabilmente alla Garbatella a casa del fratello Giulio. Diviene socio della bottiglieria e finalmente ha la possibilità di conoscere il figlio, scoprendosi un buon padre.

### Corrado Cesaroni
Corrado Cesaroni interpretato da Gianmaria Martini (guest star 5-6): è il figlio di Augusto Cesaroni, per molto tempo la sua famiglia ha ignorato la sua esistenza, sapeva soltanto che il padre era uno dei fratelli Cesaroni, all'inizio credeva che si trattasse di Cesare. Conosce il padre Augusto e si riappacifica con lui quando gli presta dei soldi per appianare alcuni debiti che Corrado aveva accumulato.

### Annibale Vitale
Annibale Vitale interpretato da Edoardo Pesce (Stagione 6; di spalle 5): è il fratello dei Cesaroni, figlio illegittimo di Tiberio Romolo Cesaroni e della defunta governante di casa Scaramozzino: Norina Vitale. Brillante avvocato e uomo dalle mille risorse, Annibale è omosessuale e insieme al suo compagno Luigi, cerca di allontanare i Cesaroni dalla sua vita, fallendo. Giulio riesce a farlo entrare nella vita dei Cesaroni e l'uomo scopre finalmente il significato di famiglia. Stringe un bel legame di amicizia con Stefania e dopo la fine della relazione con Luigi si rifugia dai fratelli, che successivamente su invito di Stefania si trasferisce da lei, innamorandosi del meccanico Luca (che ha preso il posto di Ezio nella sua ex officina). Nonostante compaia nella sesta stagione, nell'ultimo episodio della quinta si vede una sagoma di spalle che bacia la tomba di Norina e se ne va dal cimitero mentre i tre fratelli Cesaroni arrivano: forse era lui.

### Sergio Cudicini
Sergio Cudicini interpretato da Emanuele Vezzoli (Stagioni 1-5): ricco imprenditore milanese, padre di Alice ed Eva ed ex marito di Lucia. Tenta con ogni mezzo di riconquistare la donna e di ostacolare il matrimonio di lei e Giulio, arrivando anche a fingersi malato terminale. Ma come per una sorta di contrappasso, scopre in seguito di essere davvero in pericolo di vita: viene così accompagnato dall'ex-moglie Lucia a Houston per sottoporsi a una delicata operazione per rimuovere un tumore al cervello. Prima di partire per gli USA, trascorre un rocambolesco weekend con Giulio, Cesare ed Ezio; nonostante prima li considerasse "nemici" e "inferiori", stringe con essi una forte amicizia. All'inizio della 2ª stagione, trascorre le vacanze estive con Eva, e poi ritorna nel finale di stagione per provare a convincere Eva a non partire per l'America offrendole un posto come giornalista a Milano. Nella terza stagione cerca di trovare un lavoro ad Alex ed Eva a Milano e partecipa al loro matrimonio. Nella quarta stagione, ospita a Milano la figlia Eva dopo che questa ha abbandonato Marco e tenta di ostacolare la loro riconciliazione. Procura un lavoro alla figlia come redattrice a Parigi.

### Fernando Basili
Fernando Basili interpretato da Antonio Petrocelli (Stagioni 1-5): psicologo della scuola. Spesso sembra che voglia dare consigli utili, ma in quasi tutti i casi propone soluzioni poco pratiche. Dopo il suo primo incontro con Giulio nella 1ª stagione, viene consultato spesso da quest'ultimo e, puntualmente, il Cesaroni commette la gaffe di chiamarlo sempre con un nome diverso. A scuola la sua autorità è molto scarsa e pure nella vita privata non ha molta considerazione. Nella terza stagione si separa dalla moglie e trova, grazie a Gabriella, la forza di continuare a vivere. Nella quarta stagione è innamorato di Gabriella, le fa una corte spietata ma senza fortuna. Nella quinta stagione Fernando riesce finalmente a conquistarla, e i due si mettono insieme.

### Franco Benvenuti
Franco Benvenuti interpretato da Luigi Di Fiore (Stagioni 3-4): è il fratello di Simona e proprietario del Rock Studio, famoso locale dove si sono esibiti i maggiori artisti romani. È un tipo molto appassionato del suo lavoro e sembra non avere altro interesse che la musica. Dà l'opportunità a Marco di esibirsi nel suo locale e ne rimane soddisfatto. Diversamente da Criscuolo che sfrutta i talenti, viene invece riconosciuto a Franco il merito di valorizzarli. Produce, insieme alla sorella, il primo album di Marco. Cede a Criscuolo la sua parte di diritti di produzione affinché il vecchio produttore non intralci la carriera di Marco. Durante la quarta stagione è il proprietario della oneup radio, una radio che ha aperto vendendo il Rock Studio.

### Simona Benvenuti
Simona Benvenuti interpretata da Chiara Gensini (Stagione 3): ventenne, carina, figlia di un discografico, vuole seguire le orme del padre e per questo lavora come assistente personale di Criscuolo. Nei mesi precedenti l'audizione di Marco e Tamara ha la possibilità di ascoltare il materiale solista del ragazzo e nota le sue buone qualità. Convince così Criscuolo a dargli un'opportunità: alla fine il giovane Cesaroni riesce a firmare un contratto, mentre Tamara viene allontanata in malo modo. Simona si licenzia da Criscuolo quando scopre il comportamento machiavellico del produttore. Aiuta Marco a suonare al Rock Studio e intraprende una relazione amorosa con lo stesso. Diventa la produttrice del primo album di Marco. Il ragazzo però la lascia perché ancora innamorato della sorellastra. Simona, nonostante l'iniziale antipatia con Walter, si innamora di lui. Nella quarta stagione si scopre che la relazione si è conclusa e che la ragazza si è trasferita a Londra.

### Rachele Diotallevi
Rachele Diotallevi interpretata da Martina Colombari (Stagioni 1-2): affascinante insegnante di lettere, sostituisce Stefania dopo che quest'ultima è diventata preside. Ha un'intensa e travagliata storia d'amore con Marco durante la 1ª stagione, cosa che infastidisce molto Eva con la quale ha diversi diverbi. Marco la lascia definitivamente nella 2ª stagione per la giovane Cudicini. Alla fine della 2ª stagione, Rachele rientra in scena come docente per l'esame di maturità dei ragazzi.

### Carlotta Alberti
Carlotta Alberti interpretata da Roberta Scardola (Stagioni 2-4): dopo diverse bocciature nella scuola privata, è stata spedita dai genitori per punizione nella scuola pubblica della Garbatella, è molto sciocca e viziata,crede che con la sua bellezza possa avere tutto.
Con un po' la puzza sotto il naso, guarda dall'alto in basso un ambiente "minore" come quello della Garbatella. Diventa subito grande amica di Eva. Inizialmente è fidanzata con Pivian, giovane "sperimentatore" cinematografico, ma intreccia anche una relazione clandestina con Walter. Alla fine lascia Pivian perché si innamora di Walter, con cui si fidanza ufficialmente. All'inizio della 3ª stagione, tra varie scuse e imprevisti (come l'arrivo in incognito di Eva dagli USA) è frigida e distante da Walter, e infatti si lasciano quando lui la trova con il suo nuovo ragazzo. Nella quarta stagione si sposa con Gabriele, ma l'incontro con Walter risveglia in lei l'antica passione ed è così costretta a divorziare dal neo marito.

### Maya Smith
Maya Smith, pseudonimo di Maya d'Oil Aldemburger, interpretata da Nina Torresi (Stagione 5): è una nobile di Londra, erroneamente chiamata principessa, che si è trasferita da una parente per seguire un corso di fotografia, sua grande passione, a Roma dalla nonna a cui è tanto legata. Stanca della rigidità e della formalità dell'etichetta di corte, decide di fare un'esperienza di vita facendo, sotto mentite spoglie, la ragazza alla pari in casa Cesaroni. È una ragazza dalla personalità molto buona, matura, introversa e determinata e intraprende con tutti i Cesaroni un rapporto di sincero affetto e di amicizia, soprattutto con Mimmo che grazie alle sue ripetizioni, diventa molto bravo in inglese. Le sue bugie e rigidità però provocano parecchi attriti con Marco, che la prende inizialmente in grande antipatia. Con il tempo però si lega sempre di più con Marco e tra i due è un colpo di fulmine, si innamorano fortemente entrambi e intraprendono una relazione, ma quando Marco scopre la verità sulle nobili origini di Maya si arrabbia accusandola di essere una bugiarda, e non la vuole più vedere ma grazie alla complicità di Mimmo riesce a confessare i suoi sentimenti facendosi perdonare da Marco e il loro amore diventa sempre più forte e autentico. Mentre i Cesaroni sono molto contenti della relazione tra i due, poiché grazie alla vicinanza di Maya vedono Marco di nuovo sereno e felice dopo la brutta rottura con Eva, la famiglia di lei non è affatto d'accordo ritenendo invece Jay l'unico all'altezza di quest'ultima. Alla fine Maya, contro il fermo volere del padre di non frequentare più il Cesaroni, rinuncia a tutto quello che possiede (alla ricchezza e agli agi della sua famiglia) per restare con l'amato Marco deludendo i genitori che arrivano a disconoscerla come figlia, ma poco tempo dopo Eva torna da Parigi e questo fa entrare Marco e Maya in grande crisi. Pensando che Marco tenga ancora a Eva, di essere di troppo e di non avere più chance con lui, soprattutto perché in comune Marco ed Eva hanno la piccola figlia Marta, Maya con il cuore spezzato torna dalla famiglia a Londra. Marco infine, capendo di amare ormai unicamente Maya, dopo essersi definitivamente separato da Eva, la raggiunge e le dichiara apertamente il suo amore. Nella sesta stagione si scopre che vive felicemente con Marco.

### Francesco Rizzo
Francesco Rizzo interpretato da Alessandro Tersigni (Stagioni 5-6): è un vecchio grande amico di Marco e gestisce il BoomBay, un disco-pub alla Garbatella. È un donnaiolo e non sembra avere intenzione d'intraprendere una relazione seria. Dopo tanto tempo ritrova Marco, e i due riprendono la loro amicizia. All'inizio sembra essere attratto da Maya, in seguito avrà una breve relazione con Alice interrotta per essere stato scoperto a baciare un'altra, ma lui riuscirà a farsi perdonare dalla giovane Cudicini e i due si rimetteranno insieme e decideranno di andare a vivere insieme. Nella sesta stagione conoscerà l'irruente Nina Scaramozzino che sconvolgerà la sua vita, affascinandolo non poco. Dopo essere stato tradito da Alice, la lascia e si dà alla bella vita con diverse donne facendo adirare anche Nina. L'uomo perdona la ex e i due decidono di sposarsi, ma a pochissimi giorni dal matrimonio, Francesco lascia Alice e dichiara tutto il suo amore a Nina, vivendo a pieno il suo sentimento d'amore. 

### Budino
Gian Maria Bellavista, conosciuto universalmente con il nomignolo Budino, interpretato da Nunzio Giuliano (Stagioni 1-5): fedele amico di Rudi, è il suo miglior "alleato" in scherzi e angherie. Il suo nomignolo è dovuto al suo aspetto fisico: è di statura medio-bassa ed è in forte sovrappeso. Non a caso lo si vede spesso con qualcosa da mangiare in mano. Anche se partecipa con l'amico alle marachelle contro Alice, in realtà ne è segretamente innamorato: per amore della ragazza, tradisce l'amico-boss. Nelle stagioni successive ci mette però una pietra sopra, ma le ragazze continuano a essere il suo sogno proibito. La quarta stagione è un po' quella della svolta: acquisisce più coraggio verso l'altro sesso e le merendine sono diminuite lasciando il posto a cibi meno calorici, anche grazie a Regina che lo coinvolge nelle sue diete e corsi di pilates. Proprio di quest'ultima subisce il fascino e stringe con lei un legame di forte amicizia sul finire della stagione. È un esperto di elettronica, inoltre suona molto bene il basso. Non apparirà nell'ultima stagione, ma verrà menzionato, infatti si è trasferito a Londra dopo la maturità.

### Jolanda
Jolanda Bellavista, talvolta indicata con l'ipocoristico Jole, interpretata da Giulia Luzi (Stagioni 1-5, guest star 6): sorella gemella di Budino, è la miglior amica di Alice. Ragazza semplice e ingenua, insieme ad Alice, sua amica di fiducia, si allea per compromettere gli scherzi di Rudi, Budino e Charlie nella prima stagione. Nella terza stagione lei, Alice, Rudi, Lorenzo e Budino formano un gruppo molto compatto per difendersi dalle angherie di Ulrico, Umberto, Regina e le apine. Nella quarta stagione si innamora di Lorenzo con il quale si fidanza dopo non pochi problemi, ma lo lascia per un altro ragazzo di nome Mattia nella quinta stagione. Nella sesta stagione vive a Londra con il fratello, per studiare moda. Torna in un episodio per supportare l'amica Alice, lasciata da Francesco, e le propone anche di raggiungerla a Londra.

### Charlie
Charlie interpretato da Stefano Herrera Balgos (Stagione 1): di origine cinese, è, insieme a Budino, l'altro fedele amico e "alleato" di Rudi. Charlie (come Budino) è uno pseudonimo, dal momento che i suoi amici trovano il suo vero nome cinese (Chung) di difficile pronuncia. Non compare nella 2ª stagione - se non in fotografia - perché alla fine dell'estate, all'insaputa di tutti, torna in Cina con la sua famiglia.

### Alex Tribbiani
Alex Tribbiani interpretato da Fabio Ghidoni (Stagioni 2-3): è lo chef del ristorante "The Bostonian", aperto nel quartiere della Garbatella. Dopo un'iniziale incomprensione, Eva si invaghisce del cupo e affascinante cuoco, con cui intraprende una relazione sentimentale. Riesce a realizzare il suo sogno di aprire un ristorante a New York, dove si trasferisce con Eva alla fine della 2ª stagione. A New York scopre che Eva è rimasta incinta e la lascia. Ritorna a sorpresa da Eva per un riavvicinamento nella 3ª stagione. Proprio quando sta per sposarsi con Eva, alla ragazza si rompono le acque e viene portata all'ospedale. Alla fine scopre che la bambina non è figlia sua ma di Marco e se ne va arrabbiatissimo dopo aver tirato un pugno al giovane Cesaroni.

### Regina Altobelli
Regina Altobelli interpretata da Sara Mollaioli (Stagioni 3-5): compagna di classe di Alice e Rudi. È di famiglia benestante, il padre infatti è un agente immobiliare di successo. Dà molta importanza alla moda e all'apparenza e tratta con sufficienza chi non ritiene alla sua altezza. Nella terza stagione ha delle meches colorate sui capelli, che scompaiono nella quarta e nella quinta. È molto sofisticata, pettegola, vanitosa, arrogante ed egocentrica, chiama le sue amiche "Apine" e inizialmente si fidanza con Umberto. Ha ripetuti attriti con il gruppetto dei giovani Cesaroni e soprattutto con Alice, proprio perché quest'ultima si rifiuta di adeguarsi a uno stile di vita che non le appartiene. In seguito nasce una certa simpatia tra lei e Lorenzo Barilon. La ragazza però non vuole che la cosa si sappia, ed è costretta, davanti alle sue amiche fidate, le "apine", a umiliarlo e maltrattarlo. Verso la fine della terza stagione i due si baciano a una festa organizzata da Alice. All'inizio della quarta stagione sono ancora fidanzati ma il loro rapporto è un po' in crisi. Quando Lorenzo la lascia cerca di vendicarsi mettendo il bastone tra le ruote a lui e Jolanda; ma le sue macchinazioni vengono scoperte e viene snobbata perciò dagli amici. Nonostante alla fine si penta del suo comportamento e si scusi, riesce a mantenere un buon rapporto d'amicizia solo con Budino. Nella 5ª stagione però rientra a far parte del gruppo e si lega soprattutto a Miriam.

### Son Sei
Gianni Son Sei Magnesio interpretato da Francesco Pannofino (Stagioni 3-5): è il bidello del liceo "Ugo Foscolo" all'inizio della terza stagione. Tutti lo conoscono come un maestro che ha studiato le arti marziali in Giappone e salvato una geisha da morte certa, ma la realtà è tutt'altra: in Giappone non c'è mai andato, una geisha da salvare non c'è mai stata e le botte le ha ricevute anziché darle. Il suo vero nome è Gianni Magnesio, ma tutti lo chiamano Sensei o Son Sei: il soprannome deriva dall'esclamazione che fece quando vide che erano sei gli elementi della banda che lo aggredì, a causa di una sua relazione clandestina con una donna. Instaura un legame d'amicizia Rudi che aiuta a scappare dalle grinfie di Ulrico. In un episodio successivo propone di far installare in Bottiglieria Cesaroni un video poker per far guadagnare più soldi a Cesare. Coinvolge Giulio, Cesare, Ezio e Antonio Barilon in situazioni pericolose a causa del gioco d'azzardo, ma poi si redime ripagando i suoi debiti e sposandosi una ricca vedova. La signora però muore poco dopo e Son Sei diventa un ricco ereditiere. Per ringraziare gli amici fa loro un regalo, ma il suo gesto disinteressato peggiora una crisi temporanea tra Giulio e Lucia, col risultato di beccarsi un pugno dal Cesaroni. Son Sei scopre successivamente di non avere diritto ad alcuna eredità e così torna a lavorare come bidello a scuola. Nella quarta stagione ricompare nelle vesti di un assicuratore che tenta di aiutare Ezio, Cesare e Barilon a truffare l'assicurazione per cui lavora. La sua indole truffaldina emerge in ogni cosa che fa e, poiché non gliene va bene una, è costretto a cambiare molti lavori per vivere.

### Federico Forlani
Federico Forlani interpretato da Luca Capuano (Stagione 6): è un professore dell'università. Sposato, è anche l'amante di Nina. Sebbene Sofia non vedesse di buon occhio il fatto che la figlia avesse una storia con un uomo sposato, decide di non intromettersi tra Federico e Nina. Negli ultimi episodi ha capito che Nina è innamorata di Francesco e per questo la lascia, ma poi nell'ultimo episodio fanno pace e restano amici.

### Luigi Romeo
Luigi Romeo interpretato da Gianluca Gobbi (Stagione 6): è il marito di Annibale e nonché suo socio dello studio legale. Viene subito messa in evidenza la sua ostilità nei riguardi di Giulio, Cesare e Augusto, vedendoli come una minaccia nel suo rapporto con Annibale, temendo infatti che i suoi cognati possano allontanare il marito da lui, essendo abituato da sempre a essere l'unico sostegno di Annibale. Dopo che Annibale si rifiuterà di adottare un figlio partendo per la Spagna, lo lascia.

## Personaggi secondari e minori

### Presenti in più stagioni
- Peppe interpretato da Massimo Bagliani (Stagioni 1-3): amico di Cesare fin dai tempi del militare, lo incontra Nella 2ª stagione, vende la vigna ai Cesaroni dalla quale produrranno il loro vino: il Senz'amarezza. Nella terza stagione aiuta i Cesaroni a far desistere Ezio dal comprare un casale in campagna.

- Carlo interpretato da Giovanni Battezzato (Stagioni 1-2): chirurgo amico di Sergio che lo aiuta all'inizio della 1ª stagione a provare a riprendersi Lucia spacciandosi per cardiologo. Rivela a Lucia che Sergio deve andare in America a curare la sua grave malattia, ed è il medico che si prende cura di Oreste quando questi si trova dai Cesaroni.

- La professoressa Zuppante interpretata da Franca Abategiovanni (Stagioni 1-2, guest star 6): è l'insegnante di Rudi e Alice. Nella 1ª stagione, si prende un periodo di riposo dopo lo scherzo di Rudi che l'ha fatta cadere dalla sedia, per poi ritornare di ruolo dopo le dimissioni di Andrea, che non è riuscito a tenerla a bada e quindi sostituisce Lucia. Nella 2ª stagione, inizia l'anno come insegnante di Rudi e Alice, ma grazie a un altro scherzo di Rudi, prende la pensione anticipata per lasciare il suo posto definitivamente a Lucia. Si dimostra severa con i suoi alunni, e tiene molto al suo lavoro. Nonostante prenda la pensione nella 2ª stagione, ritorna nella 6ª stagione in qualità di preside del liceo frequentato da Mimmo.

- Nando interpretato da Antonello Morroni (Stagioni 1-5, guest star 6): è amico di Giulio, Cesare ed Ezio, e proprietario di un'edicola alla Garbatella. È juventino, ma anche un altro romano verace come Giulio, tatuato e amante della porchetta. Passa anche lui diverso tempo in bottiglieria e in alcune occasioni è anche complice delle loro gherminelle. Partecipa attivamente alla vita del quartiere ed è uno dei soci della Romulana, la squadra di calcio locale. Si deduce che viva da solo; nella quarta stagione si sposa. Nella quinta stagione ha divorziato e lavora part time in bottiglieria Cesaroni per pagare gli alimenti all'ex moglie. Nella sesta stagione appare solo in una scena della prima puntata.

- Umberto Signorile interpretato da Alessandro Colecchi (Stagioni 2-3): fiamma di Alice nella seconda stagione, ha un anno in più di lei. I due ragazzi si rincontrano nel negozio di ottica dei genitori del ragazzo. I due già si conoscevano poiché l'anno prima frequentavano la stessa scuola. Nonostante l'interesse per Alice non si asterrà dal corteggiare altre ragazze, solo nell'ultima puntata della seconda stagione grazie a Rudi i due riescono a baciarsi, e lui dopo parte per la Sardegna. All'inizio della terza stagione Umberto entra a far parte dei bulli del liceo (di cui suo fratello maggiore Ulderico è il capo) e perde interesse per Alice incominciando a frequentare Regina, compagna di classe di Alice, una delle ragazze più popolari e vanitose del liceo. Alice, vestendosi in maniera sexy, e mettendo una parrucca, sembrando irriconoscibile, riuscirà ad ammaliare Umberto con la sua bellezza, salvo per respingerlo preferendo Rudi a lui, umiliandolo, inoltre proprio a causa di ciò Regina deciderà di lasciarlo, essendosi ormai innamorata di Lorenzo.

- Mirella interpretata da Marina Ninchi (Stagioni 4-5): è la moglie di Palmiro. Anche lei invita il giovane Masetti a non tentennare con Alice. Quando rimane vedova chiede a Walter di continuare a lavorare nell'officina di Palmiro. Nella quinta stagione Ezio, stufo della pignoleria di Barilon, decidere di sciogliere la società con il padovano e vorrebbe riprendersi l'officina, ma deve fare i conti con la banda di motociclisti a cui nel frattempo Mirella l'aveva ceduta.

- Achille interpretato da Brando Pacitto (Stagioni 3, 5): è una fiamma di Matilde nella terza stagione. Cesare è preoccupatissimo e cerca di dividerlo dalla ragazzina, ma non ci riesce. Nella quinta stagione è in contrasto con Mimmo sempre per conquistare il cuore di Matilde.

### Presenti solamente nella 1ª stagione
- Andrea interpretato da Massimo Molea: è il preside del Liceo Ugo Foscolo nella 1ª stagione. Subdolo e manipolatore, spera sempre di poter conquistare con il denaro tutto quello che desidera, da Lucia della quale è innamorato fin da ragazzo alla squadra di calcio Romulana. Nonostante questo brutto carattere, il suo pregio è quello di aver trovato un posto di lavoro a Lucia e di aver fatto di tutto per non rimuovere quest'ultima dall'incarico di supplente. Esce di scena a metà stagione: si trasferisce a Milano e Stefania diventa il nuovo preside. Lascia anche l'incarico di presidente della Romulana, ruolo che poi cade nelle mani di Cesare.

- Benedetta Benedettini interpretata da Emanuela Grimalda: insegnante di religione. Ezio e Stefania, per aiutare Cesare a vincere la sua solitudine, gliela presentano. L'oste infatti si innamora di lei e, un giorno dopo averla conosciuta, le chiede di sposarlo, ma lei rifiuta perché il suo impegno nel volontariato non glielo permette. Successivamente è coinvolta in un equivoco a scuola, quando Walter la corteggia spietatamente per ottenere le tracce del tema d'italiano e Alice li fotografa insieme. Infatti si era sparsa la voce di una relazione fra una insegnante e un alunno e la giovane Cudicini, per salvaguardare la storia fra Rachele e Marco, pubblica sul giornalino le foto facendo credere a tutti che in realtà i due amanti sono appunto Benedetta e Walter.

- Christian interpretato da Gaetano Carotenuto: cantautore trentenne milanese e fidanzato di Eva all'inizio della stagione. Lascia quest'ultima per l'ennesima (la nona) volta per poi tentare di riprendersela a metà stagione. È un approfittatore e sfrutta le belle parole di Marco per riconquistare la ragazza. Eva prova a ricostruire il rapporto con lui trasferendosi a Milano, ma poi lo lascia definitivamente.

- Don Gervasio interpretato da Novello Novelli: parroco della Garbatella e presidente della Romulana. È il prete che sposa Giulio e Lucia. Muore nella 1ª stagione durante un festeggiamento in suo onore nella bottiglieria dei Cesaroni.

- Elvira interpretata da Gina Rovere: è la fioraia del quartiere. Giulio si rivolge a lei per i fiori quando accoglie Lucia e le figlie in casa e quando si sposa.
- Videomaker matrimonio, interpretato da Fabrizio Sabatucci.

- Veronica interpretata da Lucrezia Piaggio: inizia la 1ª stagione come "fidanzata" di Marco, ma troncherà presto. Successivamente, verrà esplicitato che lei e Marco non avevano mai avuto nessun rapporto sessuale: infatti, Marco perde la propria verginità con la professoressa Rachele. Veronica è nella stessa scuola di Marco ed Eva, ma non nella stessa classe. Lei ed Eva diventano amiche, ma non viene esplicitato per quale motivo Veronica sparisce dalla serie.

- Tony Miseria interpretato da Luca Dettori: lavora come agente di recupero crediti alla Garbatella. Il suo lavoro lo emargina dalla vita sociale e per ciò soffre molto di solitudine. Accetta da Ezio una Ford Mustang scassata come pagamento per i debiti di Giulio, a cui altrimenti avrebbe dovuto pignorare la bottiglieria. Lo fa perché sa che quell'auto ha continuo bisogno di manutenzione e quindi è una garanzia per rivedere i suoi "nuovi amici". Partecipa anche lui alla famosa partita di poker organizzata da Augusto.

- Riccardo Ricky Lotti interpretato da Annunziato De Luca: è un bullo del quale si è innamorata Alice. Finge di essere un bravo ragazzo per farsi accettare da Giulio, ma il Cesaroni quando scopre la sua vera natura lo punisce alla sua maniera. Alice lo lascia quando scopre che la tradiva.

- Betty interpretata da Roberta Aliberti: nuova compagna di classe di Alice e Rudi, e (prima) fiamma di quest'ultimo. Entra in scena a metà stagione. È anche la sorella di Mirko e sempre seguita da lui dappertutto. Diventa anche amica di Jolanda e Alice.

- Mirko interpretato da Rosario Davide Ruotolo: fratello di Betty e nuova fiamma di Alice nella 1ª stagione. Ha un anno in più di Alice.

- Maestra di Mimmo interpretata da Roberta Garzia: è l'insegnante di Mimmo alle scuole elementari. Dà al bambino come tema Descrivi tua madre ed è la responsabile della recita in maschera in cui Mimmo si traveste da damigella.
- Paolo interpretato da Riccardo De Filippis: è un ragazzo che lavora per pochissimo tempo come cameriere in bottiglieria.
- Compagna di classe di Alice interpretata da Sara Santostasi.
- Esaminatore interpretato da Diego Verdegiglio.
- Daniela, interpretata da Laura Freddi: è una cameriera che viene allontanata dalla bottiglieria da Giulio perché ci prova con lui.
- Nicola interpretato da Marco Todisco: è un compagno di classe di Mimmo.

### Presenti solamente nella 2ª stagione
- Orazio Persichetti interpretato da Andrea Perroni: è un vigile urbano in servizio permanente alla Garbatella. Giulio, Cesare ed Ezio lo prendono bonariamente in giro perché è un po' imbranato anche se ne rispettano l'autorità. Barilon si rivolge spesso a lui per segnalare la mancanza di rispetto della legge da parte dei Cesaroni e Masetti. Arbitra il derby fra la Garbatella e il San Paolo in cui hanno partecipato anche i membri della Roma.

- Pivian Riccadonna interpretato da Francesco Grifoni: aspirante architetto, molla il corso per diventare sperimentatore del cinema italiano. All'inizio della 2ª stagione, è il fidanzato di Carlotta, ma viene lasciato per Walter.

- Oreste Gervasoni interpretato da Alessandro Gassmann: è un cliente occasionale della bottiglieria Cesaroni, nel cui bagno tenta il suicidio per una delusione amorosa. Il tentativo fallisce, ma a causa della sua rovinosa caduta perde la memoria. Cesare, per paura di azioni legali dovute alla inagibilità del bagno del negozio, decide di sfruttare a proprio vantaggio l'amnesia dello sconosciuto, in pieno stile "metodo Cesaroni". Rimane in casa Cesaroni per un po' di tempo finché, per colpa di Giulio, cade e perde di nuovo la memoria credendo però di essere quest'ultimo. Alla fine recupererà la memoria e partirà a dopo che la famiglia Cesaroni se ne va' batte di nuovo la testa e, soccorso da due passanti parla spagnolo.
- Regista teatrale, interpretato da Augusto Zucchi: è il regista della compagnia frequentata da Lucia e Stefania.
- Emotional trainer interpretato da Mauro Serio: è il motivatore del gruppo frequentato da Cesare e Gabriella.
- Lola Cortés interpretata da Graziella Polesinanti: è un insegnante di tango.

- Dottor Zorzi interpretato da Luigi Montini: è il dottore che cura Giulio quando ha avuto problemi al cuore.
- Gian Giacomo Maria Colio interpretato da Francesco Meoni: è il chirurgo che ha operato Giulio.
- Osvaldo Cervini interpretato da Vincenzo Crocitti.
- Don Luciano interpretato da Sergio Pierattini: un parroco che è appena tornato dall'Africa e che si pensa poter aver contagiato Ezio.
- Vincenzo interpretato da Sergio Di Giulio: è una vecchia fiamma di Gabriella.
- Operatrice servizi sociali interpretata da Marina Perzy: è la dottoressa chiamata da Rudy.
- Compagna di classe di Marco e Eva interpretata da Margherita Vicario.

### Presenti solamente nella 3ª stagione
- Tamara Valente interpretata da Carola Clavarino: studia all'Accademia di Musica di Milano con Marco, fino a quando lo convince a lasciare la scuola per una promessa di contratto con Criscuolo. È una ragazza molto eccentrica che si sforza di lavorare con Marco pur non avendo i suoi stessi interessi musicali, e fatica ad andare d'accordo con la famiglia Cesaroni a causa delle sue strane abitudini (tra le quali cucinare cavolfiore per Marco la mattina presto e la meditazione buddista). Molto egoista, usa le persone per i propri scopi. Non ha esitato a modificare, nonostante la ferma opposizione di Marco, la base della canzone "Un mare di guai", cantandoci sopra per portarla da Criscuolo. Finisce per scatenarsi contro Marco per la fallita audizione da Criscuolo e si allontana definitivamente dai Cesaroni dopo che il giovane ottiene il contratto al suo posto.

- Dott. Criscuolo  interpretato da Rodolfo Laganà: è il direttore della Criscuolo Records. Concede a Tamara e Marco un'audizione che si rileva un completo fiasco per colpa della ragazza. Su insistenza di Simona, decide di dare un'opportunità a Marco e gli offre un contratto, ma non sembra avere trattamenti privilegiati in confronto del giovane Cesaroni. È uno sfruttatore e Marco non si sente valorizzato dal produttore, perciò il ragazzo rescinde, non senza difficoltà, il contratto che lo legava a lui. Si riprende la sua rivincita sul Cesaroni quando Franco, affinché Criscuolo non ostacolasse il giovane, gli cede la metà dei diritti di produzione dell'album di Marco.

- Ulrico Signorile interpretato da Diego Pucci: è il fratello maggiore di Umberto e ne frequenta la stessa scuola. È il classico bullo e tenta di rendere difficile la vita a Rudi che riesce a sfuggire dalle sue grinfie grazie all'aiuto di Son Sei. Tra la sua banda e il gruppo di Rudi rimane una forte tensione per tutta la stagione.

- Le Apine interpretate da Flaminia Francioni - la bionda; Maria Beatrice Rosellini - la bruna: sono compagne di classe di Alice e Rudi. Ronzano sempre attorno a Regina, che le ha soprannominate apine, e ne hanno gli stessi gusti e comportamenti. Nella quarta stagione Regina ha rotto completamente con loro le quali non compaiono nemmeno fra i compagni di classe.

- Iva Zavattini interpretata da Eleonora Giorgi: è la direttrice dispotica della rivista Up to You. Nonostante un primo approccio poco convincente, Eva fa colpo su Iva e così viene assunta. La direttrice nota il talento di Eva e sembra avere una buona considerazione della giovane Cudicini.

- Cinzia Valle interpretata da Rosa Sironi: è l'assistente personale della Zavattini. Affronta i colleghi di lavoro in maniera diretta, tanto che la stessa direttrice la definisce come il suo "cane da guardia". Sembra soffrire molto Eva a causa della rapidità della carriera della giovane Cudicini all'interno della redazione.

- Maresciallo Capone interpretato da Francesco Cordella: arresta Ezio per la finta rapina e interviene per la vera rapina alla bottiglieria. Inoltre arresta la banda di strozzini che aveva rapito Ezio e aiuta i Cesaroni a organizzare la festa in ricordo della mamma di Matilde.

- Guglielmo interpretato da Luigi Coppola: studente universitario, intraprende una relazione amorosa con Carlotta. Walter scopre alla sua festa di laurea il tradimento della ragazza. Poco dopo Carlotta lo lascia essendo innamorata solo di Walter.
- Notaio svizzero interpretato da Mario Patanè: è colui che si occupa dell'eredità di Pamela. Ha il compito di verificare che Cesare si prenda cura di Matilde e, saltuariamente, fa loro visita per controllare la situazione. È in combutta con Pamela.
- Badessa Scwarzwald, interpretata da Svetlana Kevral.
- Padre di Carlotta, interpretato da Michele Gammino.
- Andreolli, interpretato da Remo Remotti.
- Professore della scuola di musica, interpretato da Fabrizio Palma.
- Rapinatore, interpretato da Bruno Conti.
- Spasimante di Eva, interpretato da Alessandro D’Ambrosi.
- Esmeralda, interpretata da Caterina Misasi: ballerina intervistata da Eva per la sua rivista.
- Sandro, interpretato da Fabrizio Bucci: ragazzo di Caterina.
- Evandro Lojacono, interpretato da Alessandro Haber: presunto padre di Matilde che farà di tutto per portarla via a Cesare salvo poi cambiare idea.
- Teresa, interpretata da Debora Caprioglio: dipendente occasionale della bottiglieria per la quale Barilon nutrirà un interesse.

- Fabiana interpretata da Maria Luisa De Crescenzo: è una compagna di scuola di Rudi, con cui ha un rapporto sessuale, infatti è con lei che perde la verginità. Il Cesaroni è deluso quando scopre che la ragazza si è solo divertita a usarlo. Rudi, non accettando la cosa, decide di lasciare la scuola, e Fabiana è presa dai rimorsi non avendo capito quanto fosse stata insensibile con lui. Rudi ritorna a scuola e lui e Fabiana hanno modo di chiarire facendo pace, sebbene non tornino insieme.
- Fidanzato di Fabiana, interpretato da Simone Liberati.

- Godiva interpretata da Guia Jelo: è la migliore amica di Pamela e sua ex coinquilina. Le due donne sono molto legate, sebbene Godiva non sapesse dell'esistenza di Matilde. Aiuta Pamela quando ritorna in incognito alla Garbatella.
- Mani di fata, interpretata da Lucianna De Falco: collega e amica di Pamela e Godiva.
- Barbara Cifarelli, interpretata da Sascha Zacharias: è una fiamma occasionale di Walter.
- Madre di Tiziano Marrese, interpretata da Francesca Retondini.
- Domenico Masetti, interpretato da Venantino Venantini: padre di Ezio che si finge malato per fargli pena

- Stefano interpretato da Edoardo Leo: architetto trentenne, salva Alice da un aggressore in discoteca. Disilluso dall'amore e con problemi lavorativi, ritrova fiducia e serenità grazie all'amicizia della giovane Cudicini.
- Edoardo, interpretato da Alberto Molinari: spasimante di Stefania.
- Federico Montanari, interpretato da Rodolfo Corsato: professore che corteggia Lucia.
- Sabrina Ottavis, interpretata da Sonia Aquino: vecchia compagna di scuola che corteggia Giulio.

### Presenti solamente nella 4ª stagione
- Sofia interpretata da Giorgia Sinicorni: è un'autrice radiofonica giovane e un po' alternativa che lavora nella radio di Franco. Fa amicizia subito con Eva e Marco e con quest'ultimo trova una sempre maggiore affinità, tanto da finirci a letto una sera che erano ubriachi, infatti Marco tradirà Eva con Sofia e questo darà vita alla serie di eventi che porterà alla fine del loro amore.
- Elena, interpretata da Veronica Puccio: è una spasimante di Rudi.

- Giorgio Lampini interpretato da Rocco Di Gregorio: è il caporedattore nella sede londinese di OneUp Radio, socio con Franco della sede di Roma. Arrivato per raccogliere proposte per un nuovo format, lavora a fianco di Eva allo sviluppo di un programma d'inchiesta stabilendo con lei un rapporto di stima professionale e d'intesa. Nel 13º episodio bacia Eva che però lo respinge richiamata dall'annuncio dell'improvvisa sparizione di Marta.

- Palmiro interpretato da Corrado Olmi: è il proprietario di un'officina in cui Walter va a lavorare. Tipo molto alla mano e simpatico, è prodigo di consigli per il ragazzo. Infatti l'aiuta a sfondare come meccanico nel modo delle moto da corsa e lo incoraggia a dichiararsi ad Alice. Durante il 7º episodio muore, lasciando la sua officina a Walter.

- Paolo Picchio interpretato da Gaetano Maria De Cataldo: è un ragazzo con cui Alice ha una relazione sentimentale, frequenta l'università. Alice se ne innamora perché molto affascinante ma poi se ne stufa perché troppo preciso, preferendo l'imprevedibilità di Walter.

- Gabriele interpretato da Alessandro Sampaoli: è, all'inizio della stagione, il fidanzato di Carlotta con cui si sposa poco dopo. Molto geloso, mal sopporta che Carlotta abbia ripreso a frequentare Walter, suo ex. Poco dopo divorzia quando Carlotta gli confessa di essere innamorata di Walter, avendo anche tradito il marito andando a letto con il suo ex. Gabriele, in uno sfogo di rabbia, picchia Walter, ma decide di mettersi da parte avendo compreso che Carlotta non è mai stata innamorata del marito.

- Giuseppe Bottazzi interpretato da Lorenzo Alessandri: è il proprietario di una piccola scuderia di moto e nota il talento di Walter come meccanico. Grazie a lui Walter ha la possibilità, poi sfumata, di poter preparare una moto per Max Biaggi. Procura successivamente al giovane meccanico la possibilità di fare degli stage in giro per l'Europa.
- Giacomo Bottazzi interpretato da Diego Guerra: è il figlio del proprietario della scuderia.
- Cinzia Rastelli interpretata da Marzia Ubaldi: è la proprietaria di casa di Emma.
- Gianna, interpretata da Cristina Bugatty: è un transgender di cui si infatua Giulio.
- Saverio Bontempelli interpretato da Salvatore Misticone.
- Presidente Golf Club interpretato da Giacomo Piperno.
- Er Palla interpretato da Massimiliano Pazzaglia: è il titolare di uno sfasciacarrozze.
- Ingegner Mercolini interpretato da Paolo Romano: è il padre di Miriam Di Stefano.
- Selezionatore bambini interpretato da Andrea Dianetti.
- Bepi Favaro interpretato da Roberto Citran: è una vecchia conoscenza di Antonio e Germana Barilon.
- Primo Calori interpretato da Gianni Franco: è l'allenatore del San Paolo, squadra rivale della Romulana.

- David interpretato da David Sef: è uno studente argentino ospite dei Masetti. Bel ragazzo e molto deciso, cerca prima di conquistare Alice e poi anche Miriam. La giovane Di Stefano, in un momento di rabbia, lo bacia. Dopo quel bacio David viene però rifiutato da Miriam e l'argentino, per vendicarsi, racconta tutto a Rudi.

- Pedro interpretato da Andrea Calcabrini: è uno studente argentino ospite dei Masetti. Impacciato e bruttino, prende una cotta per Stefania e approfitta di un momento di fragilità della Masetti per andarci a letto. Ezio lo vede nelle sue visioni e, dopo averci parlato dal vivo e averlo anche mezzo menato, riesce a superare l'amarezza del tradimento della moglie.

### Presenti solamente nella 5ª stagione
- Lady Victoria interpretata da Giuliana Lojodice: è la nonna di Maya e la ospita a Roma durante le vacanze estive. Molto autoritaria e legata all'etichetta di corte, cerca di educare anche la nipote alle regole dell'alta società. All'inizio non approva il comportamento fuori dagli schemi della nipote ma poi, ammirando il suo coraggio, l'appoggia.

- Ingrid interpretata da Alison Adam: è l'assistente personale di Maya. Intuisce che la ragazza sta mentendo alla nonna riguardo al suo corso di studi ma la copre comunque.

- Fabrizio interpretato da Vanni Corbellini: è il fidanzato di Lucia all'inizio della stagione. È un critico d'arte e organizza mostre di pittori emergenti a Venezia. Gli amici di Lucia lo trovano piuttosto noioso e per Giulio è il rivale da battere per riconquistare Lucia. Si trasferisce anche lui a Roma per stare vicino alla fidanzata. Durante l'incontro di pugilato tra Ricky e Giulio scopre che Lucia ha ripreso la sua relazione con il Cesaroni e se ne va arrabbiatissimo dopo aver tirato un pugno in pieno volto a quest'ultimo.
- Vieri de Robilant interpretato da Riccardo Forte: è direttore della mostra di Lucia.

- Granchio interpretato da Tommaso Arnaldi: è un giovane criminale e compare di Diego Bucci all'inizio della stagione. Tipo molto violento, cerca di coinvolgere Diego nei suoi traffici malavitosi anche dopo che questi cerca ricominciare una vita onesta grazie all'aiuto dei Masetti ricattandolo continuamente e provocandogli di conseguenza problemi con Miriam. In realtà a dispetto delle apparenze tiene molto a Diego e lo considera il suo migliore amico. Quando Diego gli chiede aiuto dato che gli servono soldi per pagare un debito di droga della sorella, Granchio decide di aiutarlo e i due provano a racimolare dei soldi rubando un'auto, ma arrivata la polizia Granchio viene arrestato.
- Mara interpretata da Caterina Shulha: è una adolescente che si è infatuata di Giulio.
- Corrado interpretato da Gianmaria Martini: è il figlio di Augusto anche se è convinto di essere il figlio di Cesare.
- Pippo Cannavota interpretato da Biagio Pelligra: è un boss siciliano nel quale si imbattono Giulio, Cesare ed Ezio durante il loro viaggio in Sicilia.
- Tony Gregoretti interpretato da Philippe Leroy: è il creatore di una serie di fumetti.

- Belinda interpretata da Claudia Asia Procacci: Ha 13 anni, è una compagna di classe di Matilde e Mimmo. Fa amicizia soprattutto con Matilde portandola a compiere varie ragazzate adolescenziali, anche se non mancano screzi tra le due.

- Jay interpretato da David Paryla: è il fidanzato di Maya all'inizio della stagione. Anche lui è un nobile e si comporta in maniera molto altezzosa. Maya è sua promessa sposa fin da quando erano piccoli e nonostante ciò accetta fieramente, anche se a malincuore, la rottura del fidanzamento.

- Elena interpretata da Beatrice Luzzi: è una donna ricca e spesso paga i debiti di Francesco, in cambio di favori sessuali di quest'ultimo.

- Mattia D'Elia interpretato da Daniele La Leggia: è il nuovo membro dei Senza Nome ed è il nuovo ragazzo di Jolanda.

- Granduca interpretato da Wolfram Kremer e Granduchessa interpretata da Orsetta De Rossi d'Oil Aldemburger: sono i genitori di Maya. Non approvano che la figlia abbia mandato all'aria il matrimonio con Jay, un rampollo di una importante casa nobiliare europea e tentano in ogni modo di ostacolare il rapporto tra Maya e Marco.
- Fra Lorenzo interpretato da Giuseppe Gandini: è il frate che accoglie Mimmo, Cesare ed Ezio in convento.

- Lisa Bucci interpretata da Margot Sikabonyi: è la sorella di Diego. Quest'ultimo non è in buoni rapporti con la sorella perché lei, considerata una ragazza con la testa sulle spalle, l'ha abbandonato trasferendosi a Milano dove ha lavorato come organizzatrice di eventi. Tornata a Roma, si rivela essere in realtà una persona fragile, infatti ha problemi di droga. Lei e Rudi intraprendono una breve relazione. Il suo spacciatore le dà la caccia dato che gli deve molti soldi, Diego cerca di aiutarla, ma poi grazie a Stefania ed Ezio il criminale viene arrestato, infine Stefania la convince a internarsi in un istituto per disintossicarsi.

- Salvatore Incognito interpretato da Nino Frassica: è il fornitore di marsala della Bottiglieria Cesaroni. È un personaggio strambo, capace di strani sogni premonitori e maldestro psicologo dell'animo umano. Spesso, per aiutare i Cesaroni, narra bizzarre storie dei suoi numerosissimi parenti.

- Carla Magali interpretata da Michela Andreozzi: è la madre di Belinda. È molto protettrice nei confronti della figlia e trova in Cesare un prezioso alleato nel difendere il rigore dell'educazione delle figlie, tanto da prendere per quest'ultimo una sbandata.

- Flavio Cesaroni interpretato da Enrico Brignano: è il cugino di Giulio e Cesare. Da anni vive a Milano facendo credere a tutti di essere un broker di successo nell'alta finanza milanese, mentre in realtà conduce una vita precaria come autista del finanziere Alberti, della cui moglie è innamorato non corrisposto.

### Presenti solamente nella 6ª stagione
- Annamaria interpretata da Debora Villa: è un'amica di Sofia, visto il suo segreto ogni tanto torna alla Garbatella per aiutarla.

- Chiara interpretata da Sofia Panizzi: è la fidanzatina di Mimmo a inizio stagione che lascerà per Irene.

- Cardiologa interpretata da Alessandra Costanzo: È il medico che cura Sofia.

- Ennio interpretato da Andrea Amato: è un amico di Mimmo ed è lo sceneggiatore della web-series che sta girando Mimmo.

- Alessio Nicolini interpretato da Diego Frisina: è un bullo della scuola e amico d'Irene, nonché figlio di Luca.

- Alfredo interpretato da Dario Manera: è un amico di Annibale nonché suo psicologo, che si innamorerà di Stefania.

- Luca Nicolini interpretato da Michele La Ginestra: è un meccanico che prende in affitto la vecchia officina di Ezio. Divorziato, Stefania sembra invaghirsi di lui, padre di Alessio e dopo essersi lasciato con la moglie vive una vita normale

## Guest star

### 1ª stagione
- Ciccio Graziani
- Little Tony

### 2ª stagione
- Membri della Roma 2007-2008: Francesco Totti, Luciano Spalletti, Alberto Aquilani, Marco Cassetti, Gianluca Curci, Daniele De Rossi, Mancini, Christian Panucci, Simone Perrotta e Rodrigo Ferrante Taddei
- Alena Šeredová
- Federica Panicucci
- Maria De Filippi
- Raffaella Mennoia
- Raoul Bova

### 3ª stagione
- Ascanio Pacelli
- Carlo Giovannelli
- Claudio Cecchetto
- Claudio Lotito
- Giada De Blanck
- I Cugini di Campagna
- Katia Pedrotti
- Linus
- Marina Ripa di Meana
- Patrizia De Blanck

### 4ª stagione
- Sonohra
- Max Biaggi
- Luca Bizzarri
- Paolo Kessisoglu
- Costanza Calabrese
- Silvan
- Giulio Golia
- Enrico Lucci
- Marco Delvecchio
- Vincent Candela

### 5ª stagione
- Gigi Proietti
- Sergio Múñiz
- Flaminio Maphia
- Nathalie
- Rita dalla Chiesa
- Fabrizio Bracconeri
- Marco Senise
- Francesco Foti
- Rocco Siffredi

### 6ª stagione
- L'Orchestraccia (sé stessi)